# Пастилки
Пастилки (укр. Пастілки) — село в Дубриничско-Малоберезнянской сельской общине Ужгородского района Закарпатской области Украины.
Население по переписи 2001 года составляло 295 человек. Почтовый индекс — 89210. Телефонный код — 3145. Занимает площадь 10,85 км².

## Известные уроженцы
- Иван Пастелий (1741—1799) — карпато-русский церковный и культурный деятель, педагог, историк церкви и русинства, поэт-сатирик.